# Peppa

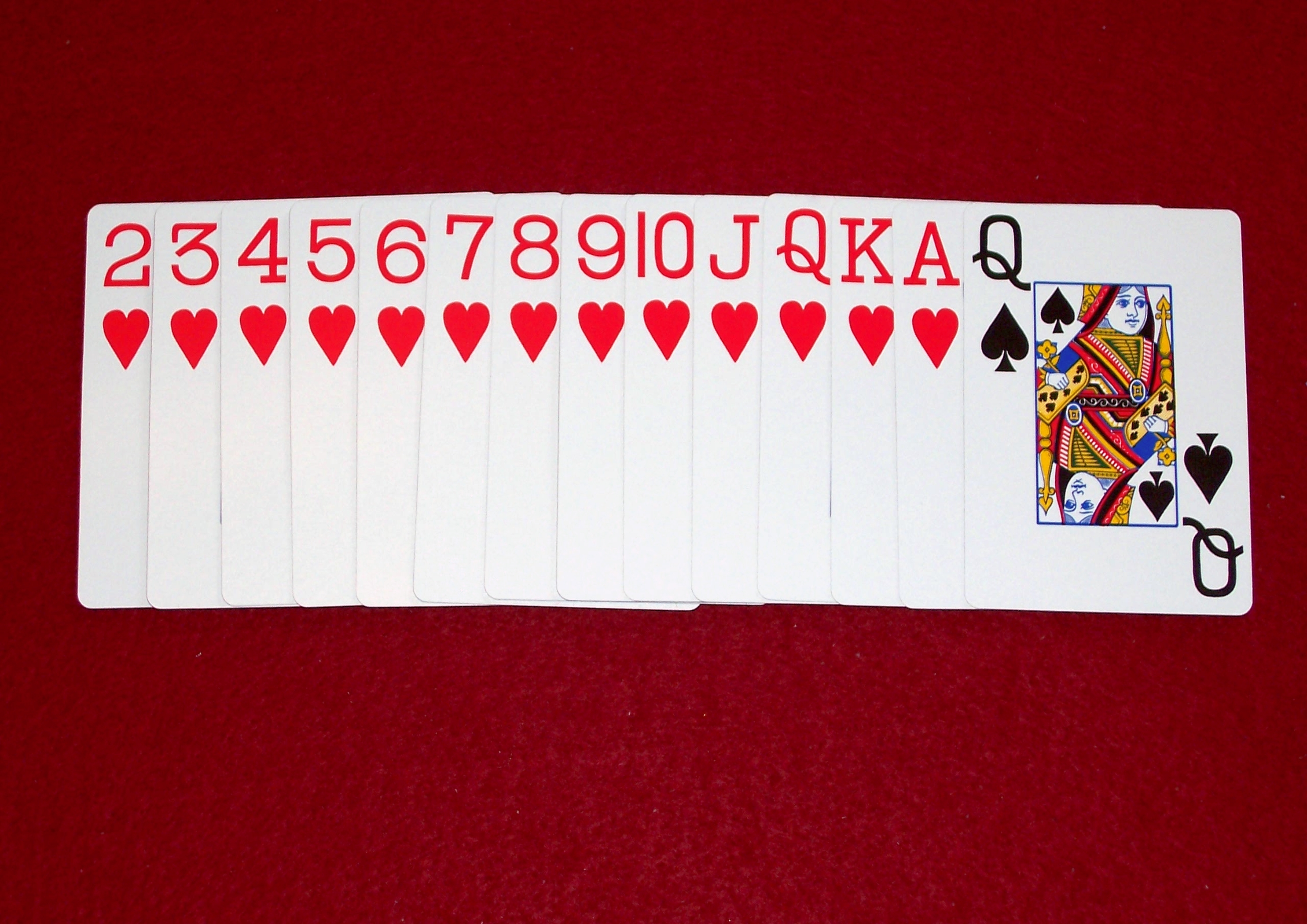
Le carte di cuori e la Peppa, che bisogna evitare di prendere nel gioco

La Peppa o la Beppa (dal soprannome della regina di picche nel gioco) è un gioco di carte, conosciuto all'estero come Chat Noir (in Francia) e Hearts (negli USA), di cui è molto diffusa anche la versione per computer.

## Regole
Come per molti altri giochi di carte, la Peppa ha regole che cambiano leggermente di zona in zona, se non addirittura di casa in casa. La versione qui descritta è quella che si gioca al "Circolo della Peppa" di Torino.

### Gioco
Si gioca con un mazzo da 52 carte francesi da poker senza jolly. I giocatori sono quattro e ognuno gioca per sé (solo durante il gioco si possono creare delle "alleanze" a seconda dell'andamento dei punteggi). Lo scopo del gioco è quello di non prendere la Peppa, ovvero la regina di picche, e le carte di cuori.
Il mazziere distribuisce 13 carte a testa. Dopo aver visionato le carte, ciascun giocatore ne passa tre al suo avversario di destra; tutti devono effettuare questo passaggio contemporaneamente.
Il primo di mano (alla destra del mazziere) gioca una carta a sua scelta. Gli altri giocatori giocano di seguito, in senso orario, "rispondendo" al seme (ovvero giocando una carta dello stesso seme di quella giocata dal primo di mano).
Se non si hanno carte di quel seme si può giocare la carta che si desidera.
Giocate le quattro carte, queste vengono prese dal giocatore che ha giocato la carta più alta del seme giocato dal primo di mano. Chi, non avendone di quel seme, avesse giocato una carta di un altro seme, non può prendere nella mano in corso, neppure se il valore della carta giocata è il più alto di tutti.
A riprendere il gioco dopo la presa è chi ha preso, che gioca una nuova carta a sua scelta; il gioco procede così di presa in presa fino alla fine delle carte in mano ai giocatori.

### Punteggio
Finita la smazzata, ciascun giocatore conta i punti che ha preso, secondo la seguente tabella: 
- Regina di picche (Peppa): 13 punti
- Asso di cuori: 5 punti
- Re di cuori: 4 punti
- Regina di cuori: 3 punti
- Fante di cuori: 2 punti
- Le altre carte di cuori: 1 punto
- Le altre carte: 0 punti
- Tutti i cuori e la regina di picche (cappotto): 0 punti a chi li prende, 36 punti agli altri giocatori

Quando un giocatore supera i 100 punti perde e con lui perde anche il giocatore che ha il secondo punteggio più alto (anche se non ha superato i 100 punti). I due giocatori che invece hanno i punteggi minori sono i vincitori.
Questo particolare fa sì che durante la partita si creino delle alleanze impreviste, dal momento che non basta fare attenzione a non prendere, ma bisogna cercare anche di non essere trascinati verso la sconfitta dai punteggi degli altri giocatori.

## Varianti

### Variante Standard
In molti circoli, la peppa viene giocata con regole diverse.
All'inizio di ogni mano si scambiano tre carte con un giocatore diverso: prima a sinistra, poi a destra, poi di fronte. Non è prevista la mano senza scambio.
Il punteggio è così distribuito:
- Regina di picche (Peppa): 60 punti
- Asso di cuori: 50 punti
- Re di cuori: 40 punti
- Regina di cuori: 30 punti
- Fante di cuori: 20 punti
- 7-8-9-10 di cuori: 10 punti ciascuno
- 2-3-4-5-6 di cuori: 5 punti ciascuno
- Le altre carte: 0 punti

Quando un giocatore supera i 1000 punti perde e con lui perde anche il giocatore che lo segue come punteggio (anche se non ha superato i 1000 punti). I due giocatori che invece hanno i punteggi minori sono i vincitori.
Se in una mano un giocatore riesce a prendere tutte e 13 le mani fa "cappotto". In questo caso non prende punti e fa prendere 265 punti a testa agli altri 3 giocatori.

### Gatto Nero
La versione francese Chat Noir, giunta nel dopoguerra in Italia col nome di Gatto Nero tramite alcuni internati nei campi di prigionia tedeschi, si gioca essenzialmente come la Peppa.
Le uniche differenze consistono nel mancato scambio di tre carte prima dell'inizio del gioco e nel punteggio delle carte che segue la seguente tabella:
- Regina di picche (Gatto Nero): 13 punti
- Asso di cuori: 6 punti
- Re di cuori: 5 punti
- Regina di cuori: 4 punti
- Fante di cuori: 3 punti
- 10 di cuori: 2 punti
- Ciascun'altra carta di cuori: 1 punto
- Le altre carte: 0 punti

Il totale dei punti è dunque 41, anziché 36.
- In caso di prese senza punti: -10 punti
- In caso di nessuna presa: -20 punti
- Prendere tutte e 13 le prese (52 carte): -41 punti

Questo tipo di punteggio rende il gioco più brioso, in quanto consente delle rimonte insperate e spinge i giocatori a tattiche particolarmente azzardose per acquisire un punteggio negativo, determinante in certe situazioni del gioco.

### Hearts

Hearts in Windows 7

La versione statunitense, Hearts (cuori), è una variante della Peppa contenuta, in versione elettronica, all'interno di molte distribuzioni di Microsoft Windows.
La regina di picche vale 13 punti, i cuori valgono 1 punto ciascuno.
All'inizio di ogni mano si scambiano tre carte con un giocatore diverso (prima a sinistra, poi a destra, poi di fronte, mentre alla 4ª mano non c'è nessun cambio).
Inizia il gioco chi ha il 2 di fiori, che deve cominciare giocando proprio quella carta.
Si può giocare una carta di cuori solo se si hanno solo carte di cuori oppure se qualcun altro ha già giocato una carta di cuori nella stessa smazzata.
Non si può giocare la regina di picche o una carta di cuori nella prima mano di gioco.
Il gioco finisce quando un giocatore fa più di 100 punti, a quel punto il giocatore che ha fatto meno punti ha vinto.
Se in una mano un giocatore riesce a prendere la regina di picche e tutte le carte di cuori, non prende punti e ne dà 26 a ciascuno degli altri (in alcune versioni il giocatore può scegliere se assegnare 26 punti a ciascuno degli altri o se togliere 26 punti dal suo punteggio totale).
Esiste anche una variante di Hearts, che si può giocare on-line, in cui il fante di quadri toglie 10 punti dal totale, avvantaggiando il giocatore che lo prende.

### La Peppa Scivolosa
La versione qui descritta è quella che si gioca al "Circolo della Peppa" di Roma.
Ogni giocatore gioca per sé. Il mazziere sorteggiato distribuisce in senso orario 13 carte a testa. Lo scopo del gioco è fare il maggior numero possibile di prese senza prendere punti negativi. I valori di presa delle carte sono in ordine decrescente a partire dall'Asso.
I valori negativi sono: la regina di picche che vale -26 punti e tutte le carte di Cuori a partire dall'Asso che vale -14, il Re -13 e così fino al 2 di cuori che vale -2.
Prima di cominciare una mano di gioco, ogni giocatore scarta 3 carte coperte e le passa all'avversario di destra, ricevendone 3 dall'avversario di sinistra (la mano successiva le passerà al giocatore di sinistra, alla terza mano non si passano - no pasarán - e alla quarta mano a quello di centro. Poi si ricomincia).
Il primo di mano "esce" mettendo in tavola una carta scoperta a sua scelta: tutti i giocatori hanno l'obbligo di rispondere al seme. Prende la mano chi ha giocato la carta più alta del seme di uscita.
La smazzata finisce con l'ultima mano.
Ogni giocatore segna 10 punti per ogni presa fatta e sottrae i punti negativi ottenuti. Vince la partita chi al termine di 13 mani ha più punti.
Si può giocare una carta di cuori come primo di mano, anche se non sono ancora usciti dei cuori.
Le somme dei punti positivi sono 130, quelle dei punti negativi sono 130. Cosicché la somma di tutti i punteggi dei giocatori è sempre 0.
Se un giocatore fa cappotto, ossia prende tutte le carte negative, ottiene +45 punti, mentre ciascuno degli altri giocatori segna -15 punti.

## Peppa tencia
La Peppa tencia (dal dialetto milanese: Peppa scura), detta anche Vecia in veneto, è una variante dell'Uomo nero e si gioca con un mazzo di 40 carte milanesi o 52 carte francesi e prevede che ogni partita venga giocata in una singola mano (non viene accumulato alcun punteggio).
Uno dei giocatori distribuisce in senso orario tutte le carte, una a testa. Lo scopo è giungere alla fine senza avere tra le mani la carta detta Peppa tencia, ovvero la regina di picche (o il fante di spade se si usano carte a seme italiano o spagnolo).
Prima di cominciare ogni mano di gioco, ogni giocatore scarta dalle carte che ha in mano tutte le coppie di carte di uguale valore e le regine (o i fanti), eccetto la regina di picche, che non si può mai scartare. Alla fine dell'operazione, ogni giocatore dispone le carte a ventaglio e fa in modo che il giocatore posto alla sua sinistra possa pescargliene una senza vederla. Ogni volta che un giocatore si ritrova in mano due carte uguali, deve scartarle. In questo modo si procede fino ad esaurimento carte; perde la partita quell'unico giocatore che, quando tutti gli altri hanno esaurito le carte, è rimasto con in mano solo la Peppa tencia.
In Romagna si gioca una variante simile alla Peppa tencia, detta "Somarone" o "Asinone", dove la carta che fa perdere la partita è l'asso di bastoni (in un mazzo di carte romagnole).